# Ipiranga do Sul
 (août 2025).
Si vous disposez d'ouvrages ou d'articles de référence ou si vous connaissez des sites web de qualité traitant du thème abordé ici, merci de compléter l'article en donnant les références utiles à sa vérifiabilité et en les liant à la section « Notes et références ».
Ipiranga do Sul est une municipalité brésilienne située dans l'État du Rio Grande do Sul.